# 牡丹江医科大学
牡丹江医科大学是位于中华人民共和国黑龙江省牡丹江市的一所医科类大学。并由黑龙江省人民政府领导和管理。
牡丹江医科大学的的办学历史可以追溯到1958年，歷經20世纪60至80年代的改制變遷，于1986年恢复医学院建制并提供本科教育，延续至今。該校面向全國招生，建立了學士、碩士二級學位授權體系，並構建了包含普通高等教育、成人教育、留學生教育以及從業資格培訓等在內，相交多樣的人才培養框架；除医学类、生物学类专业之外，学校也适时发展了管理学等文史专业。该校也是中国大陆最早开设医学影像学的高等院校之一，并在抗纤维化生物治疗、肿瘤医学、干细胞组织再生等科研领域居中国领先地位。

## 历史概况
该校的前身包括了1946年始建的牡丹江专区医院及1956年始建的黑龙江省卫生干部进修学校等；进入1958年，中共中央及国务院发出《关于教育工作的指示》，提出要多快好省地发展教育事业，黑龙江省也出现大办教育热潮，并以黑龙江省卫生干部进修学校、鸡西市医学院、牡丹江市总工会办的医学院及牡丹江专区医院为基础合并成立了牡丹江医学院，并开办本科教育；进入1960年代后，受到国家教育部《教育部直属高等学校暂行工作条例》的影响，学校于1962年改置为牡丹江卫生学校；1978年12月，易名为牡丹江医学专科学校，并由黑龙江省卫生厅主管。1986年，牡丹江医学专科学校更名为牡丹江医学院，延续至今；2013年，该校获得硕士学位授予权。在“十四五”期间，黑龙江省人民政府正在研议将牡丹江医学院更名为牡丹江医科大学，以提升牡丹江医学院服务当地经济社会发展的能力。2024年经中华人民共和国教育部批准更名为牡丹江医科大学。

## 学术研究
牡丹江医学院下设基础医学院、第二临床医学院、临床医学院、医学影像学院、护理学院、药学院、公共衛生学院、卫生管理学院、口腔医学院等二级学院，并下设21个本科专业。除了医学类、生物学类专业之外，学校也发展了管理学等文史专业；其中，基层实用型临床医学、高寒地区慢性病防治等专业则获黑龙江省省教育厅、省财政厅、省发改委评定为“国内一流学科建设学科”；基础医学、生物学等学科被评定为学术学位一级学科硕士点，内科学、医学影像学等学科实力也较为强劲，已经列入黑龙江省級重点学科；